# Bibali
Bibali (anche in croato Bibali) è una località della Croazia, insediamento del comune istriano di Buie.

## Origini del nome
Il paesino è anche conosciuto con il nome di Bibaliborgo o Biboli.

## Storia
L'insediamento dopo il Trattato di Rapallo, come l'intera Istria, entrò a far parte dell'Italia. Gli anni nei quali il paesino fece parte dell'Italia vengono ricordati dagli abitante come anni di grande sviluppo sia economico che sociale: per la prima volta arrivò a Bibali l'acqua nel 1934.
Nel 1943 il paese andò sotto l'occupazione tedesca, dove stette fino al 1945. Dopo l'accordo di pace di Parigi Bibali finì sotto la Jugoslavia, prima fino al 1954 fu parte del territorio Libero di Trieste (zona B). Parte degli abitanti di Bibali in quel periodo abbandonò la città per sfuggire alla pulizia etnica messa in atto dai soldati comunisti slavi. Dopo la dissoluzione della Jugoslavia, il paese nel 1991 passò sotto il controllo della Croazia.

## Società

### Tradizioni
A carnevale diverse persone in maschera fanno visita a Bibali ed ai paesini vicini con musiche e canti, ed intanto raccolgono casa per casa uova, salsicce, dolci e vino in offerta.

#### Tradizione desuete
L'11 novembre in onore di San Martino veniva fatta una gran festa. Il piatto principale era il dindio (il tacchino arrosto).
Il 23 aprile, festa del patrono San Giorgio, veniva indicato come "festa del paese". Dopo il 1945, anno in cui l'Istria venne separata dall'Italia, fu soppressa la festività.

### Etnie
Il censimento riguarda i paesini di Tribano e Bibali insieme.
|          |          |  |        |        |
| -------- | -------- |  | ------ | ------ |
| Italiani | Italiani |  | 41,76% | 41,76% |
| Istriani | Istriani |  | 19,92% | 19,92% |
| Croati   | Croati   |  | 15,70% | 15,70% |
| Albanesi | Albanesi |  | 6,51%  | 6,51%  |
| Sloveni  | Sloveni  |  | 4,98%  | 4,98%  |
| Serbi    | Serbi    |  | 2,29%  | 2,29%  |
| Indecisi | Indecisi |  | 3,83%  | 3,83%  |

### Evoluzione demografica
Nel 2011 si contavano 92 persone divise in 32 nuclei familiari.